# 남부전구

남부전구

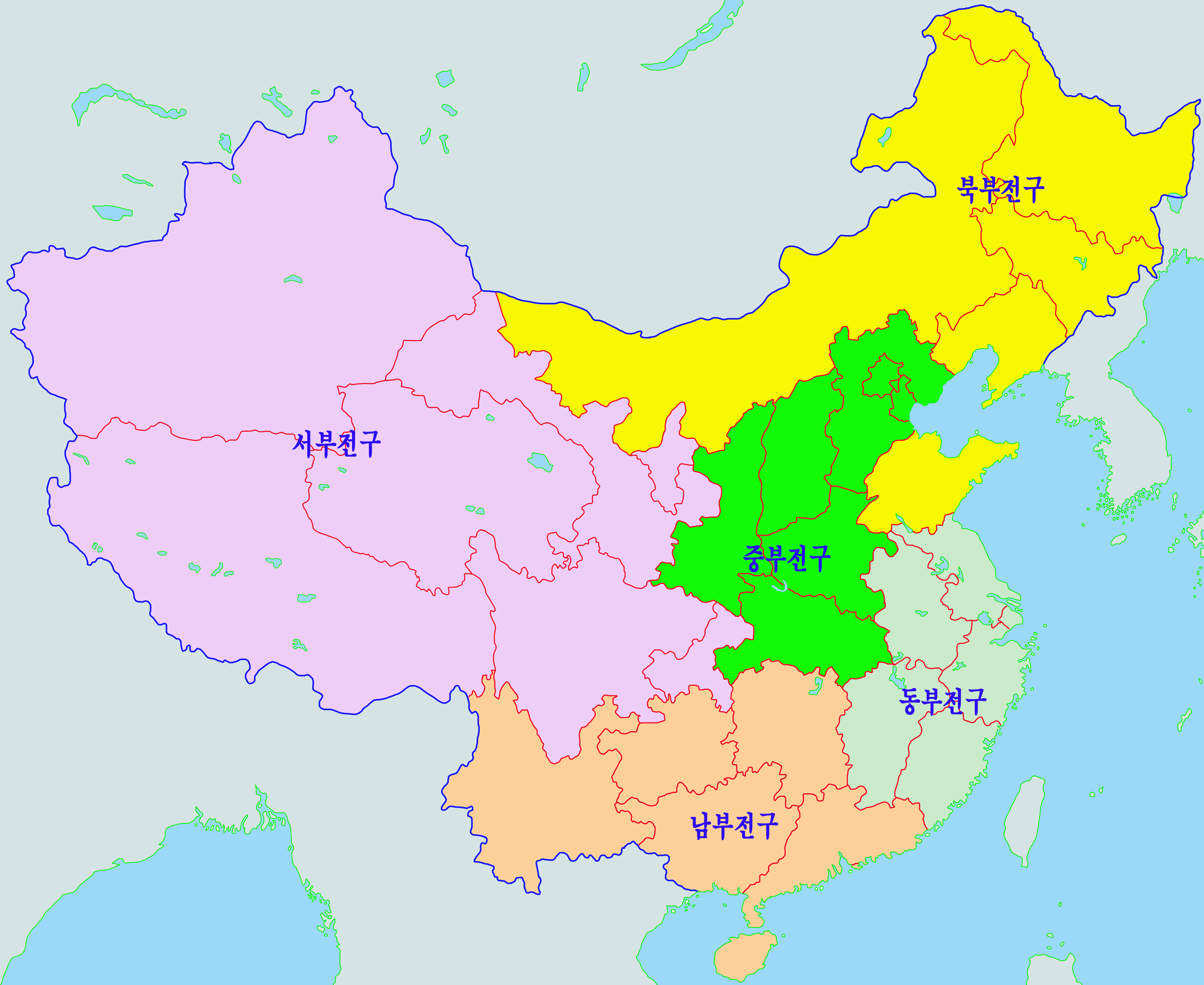
중국은 세계 4위 영토대국이며 세계 2위 경제대국이기 때문에 광활한 영토를 지키기 위해 영토를 기점으로 5개의 큰 군집단이 지키고 있다. 이들은 전구로 불린다.

중국인민해방군 남부전구(中國人民解放軍 南部戰區, 영어: Southern Theater Command, STC)는 중국 인민해방군의 전구다. 5대 전구 중 남부에 위치한 전구이다.

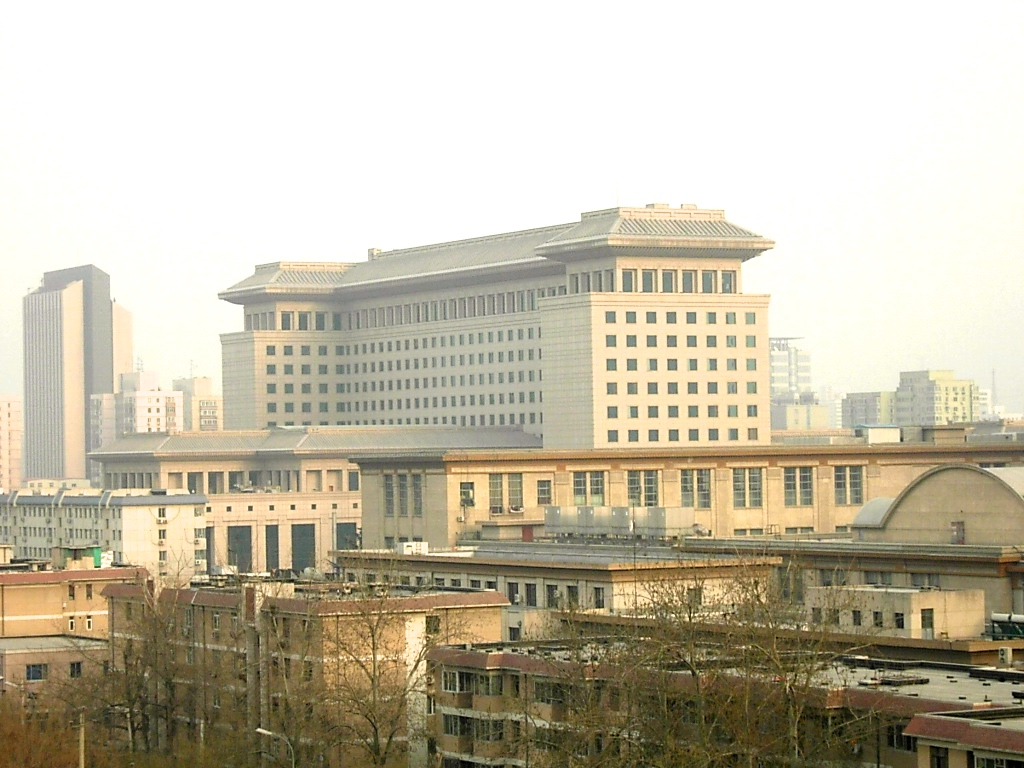
중국 베이징에 주재한 바이이 빌딩

## 역사
2016년 2월, 중화인민공화국 베이징의 바이이 빌딩(八一大楼)에서 열린 중국 인민해방군 창립 회의가 열렸다. 회의에서 시진핑 중국공산당 총서기은 전군을 7개 군구 편제에서 5개 전구 편제로 바뀔 것을 요구했다.

### 방어하는 영토
광둥성, 광시 좡족 자치구, 하이난성, 윈난성, 후난성, 구이저우성, 홍콩특별행정구, 마카오 특별행정구에 이른다. 방어하는 영토 면적은 128만km2에 달해 대한민국 실효 지배 영토(약 10만km2)의 12배가 족히 넘는다.

### 군사적 가치

#### 해상의 가치
남부전구는 남중국해의 영토 분쟁에서 가장 중요한 역할을 하는 부대다. 베트남과는 대치하고 있는 형국인고, 난사군도, 시사군도에 전력을 보내 유사시 분쟁을 원활히 지원할 수 있다.

### 전략적 가치

#### 일본, 중화인민공화국 , 대한민국의 석유가 지나는 길목
남중국해는 일본,중국,한국 동아시아 주요국 3국이 수입하는 석유가 지나는 주요 해상 무역로다. 이를 혼자서 틀어막거나 통제할 수 있는 실력을 가진 나라는 나머지 2개 국가를 상대로 상당 수의 외교분쟁에서 전략상 우위를 점할 수 있다.

#### 동남아시아에 대한 영향력
중화인민공화국이 난사군도, 시사군도에 공군기지, 해군기지로 전용 가능한 인공 섬을 건설하면서 동남아시아 1위 구매력 GDP를 갖고 있는 인도네시아, 동남아시아 유일하게 초음속 순항미사일을 보유한 베트남, 미군이 배치된 필리핀 3국의 중앙에 위치한 남중국해에서 남부전구의 병력이 보다 자유롭게 활동할 수 있다. 세 국가보다 강력한 공군의 힘으로 제공권을 장악할 시 3국의 군대는 중화인민공화국의 남하 활동에 맞서서 연대하는게 어려워진다.

## 남부전구 사령부
- 사령부 : 광저우
- 사령원 : 왕슈빈(王秀斌 57) 상장
- 정치위원: 왕젠우 상장
- 부사령원: 루지저우 중장
- 부정치위원: 왕동하이 중장

## 육군
- 남부전구 육군사령부 = 광시자치주 난닝시 주둔
  - 제74집단군 (광시자치주 류저우시 주둔 : 구 제41집단군)
  - 
제75집단군 (광둥성 후이저우시 주둔 : 구 제42집단군)

## 해군
- 남해함대 사령부 = 잔장시(湛江)

### 중국 인민해방군 해군 전구별 전력 비교
| 전구 | 항공모함 | 상륙함 | 방공구축함 | 미사일 호위함 | 원잠 | 재래식잠수함 | 함대총톤수 |
| ---- | -------- | ------ | ---------- | ------------- | ---- | ------------ | ---------- |
| 북부 | 1        | 2      | 15         | 35            | 0    | 8            | 60만t      |
| 동부 | 0        | 2      | 19         | 32            | 6    | 32           | 90만t      |
| 남부 | 1        | 2      | 18         | 26            | 4    | 24           | 70만t      |
| 전체 | 2        | 6      | 52         | 93            | 10   | 64           | 220만t     |

## 공군
- 인민해방군 공군 남부전구 = 광저우시(广州)

### 편성
- 남부전구 - 광저우 MRAF
  - 제2항공사단 - J-7B연대 + J-10연대 + Su-27SK연대
  - 제8항공사단(폭격/급유) - H-6E 폭격기연대 + H-6U 급유연대
  - 제9항공사단 - J-8B 연대 + J-8D연대 + J-7B연대
  - 제13항공사단(공중수송) - IL-76MD 2개 수송기연대 + Y-7/Y-8연대
  - 제18항공사단 - J-7B연대 + Su-30MKK연대
  - 제42항공사단 - J-7B연대 + J-7H연대
  - 1개 독립정찰연대 + JZ-6
  - 4개 SAM여단
  - 1개 방공포(ADA)여단
  - 1개 독립방공포연대

### 중화인민공화국 전구별 공군 전력
| 전구 | J-11    | J-10    | J-16   | J-20  | JH-7   | Su-27  | Su-30 | 3세대전투기(계) | 조기경보기(계) |
| ---- | ------- | ------- | ------ | ----- | ------ | ------ | ----- | --------------- | -------------- |
| 중부 | 200(4)  | 130(3)  | 25(1)  | 10(1) | 25(1)  | 50(1)  | 0     | 430             | 10             |
| 북부 | 150(3)  | 60(2)   | 50(2)  | 0     | 50(1)  | 0      | 0     | 260             | 8              |
| 동부 | 100(2)  | 125(3)  | 25(1)  | 10(1) | 125(3) | 25(1)  | 70(2) | 340             | 14             |
| 남부 | 0       | 125(3)  | 25(1)  | 0     | 0      | 25(1)  | 25(1) | 200             | 0              |
| 서부 | 200(4)  | 20(1)   | 0      | 0     | 70(2)  | 25(1)  | 0     | 225             | 6              |
| 전체 | 620(13) | 460(12) | 128(5) | 20(2) | 270(7) | 100(3) | 97(2) | 1,695           | 38             |

## 같이 보기
- 동부전구
- 서부전구
- 북부전구
- 중부전구
- 중국 인민해방군